# Regirock
Regirock (japanski: レジロック Rejirokku) jedan je od 1025 fiktivnih vrsta Pokémona iz medijske franšize Pokémon, skupa Pokémon videoigara, animiranih serija, manga stripova, knjiga, igraćih karata i drugih medija kojima je tvorac Satoshi Tajiri. Svrha je Regirocka u videoigrama, animiranoj seriji i manga stripovima, kao i svrha ostalih Pokémona, borba s divljim Pokémonima – neukroćenim stvorenjima koje igrači i likovi pronalaze dok kreću na razne avanture – i pripitomljenim Pokémonima drugih Pokémon trenera.
Ime "Regirock" kombinacija je riječi "Rex" (gen. "Regis"), latinske riječi za kralja ili veličanstvo, i engleske riječi "rock" = stijena. Zbog toga, Regirockovo ime doslovno znači "Kralj stijena" ili "Stjenoviti kralj".

## Biološke karakteristike
Regirock nalikuje na robota u potpunosti izgrađenog od stijena. Iako su stijene posložene strogo nalik na oblik čovjekova tijela, Regirock nema stalan, jedinstven oblik; različiti dijelovi njegova tijela sačinjeni su od stijena različitog obujma, veličine, boje i mase. Umjesto lica, Regirock ima oznaku od sedam točki koje čine slovo "H", nalik na Brailleovo pismo.
Regirockova anatomija tijela u potpunosti se sastoji od kamenja i stijena. Nema naznaka da Regirock posjeduje vitalne organe, poput srca ili mozga.
Osim činjenice da je u potpunosti sačinjen od kamenja, poznato je da ono nije zajedničkog podrijetla. Stijene, kamenčići i gromade koje čine Regirockovo tijelo autohtone su za određena područja. Ovo je objašnjeno činjenicom da kada god Regirock biva ozlijeđen u borbi ili mu otpadne dio tijela (u ovom slučaju, kamen), on će potražiti prikladne stijene kako bi "popravio" načinjenu štetu. Zbog toga, Regirock prima izgled kolaža, jer je doslovno zakrpan od svakakvih kamenih dijelova.
Prema navodima iz Pokémon videoigre, jedna je od starih civilizacija zarobila Regirocka zajedno s Registeelom i Regiceom u tri različite špilje, koje su nekada ljudi nastanjivali. Učinili su to zbog straha prema ta tri Pokémona, prema kojima su osjećali da im "duguju za sve što imaju u životu".
Smatra se da tri Regi-Pokémona predstavlja zaseban period u povijesti Zemlje; Regirock predstavlja kameno doba, Registeel željezno doba, a Regice ledeno doba.

## U videoigrama
Regirocka se može pronaći u Pokémon Ruby, Sapphire i Emerald videoigrama. Kao što je to slučaj sa svim Legendarnim Pokémonima, postoji samo jedan Regirock u čitavoj igri. Smješten je u Pustinjskim ruševinama, na Stazi 111. Kako bi ušao u ruševine, igrač prethodno mora otvoriti njihove zapečaćene ulaze, a zatim otkriti vrata u svetištu prateći dugačak proces opisan Brailleovim pismom. Regirock se pojavljuje kao šef u Pokémon Mystery Dungeon igri.
Regirock ima odličan Attack i Defense status. Njegov je Defense status gotovo najviši od svih Pokémona. Nažalost, njegov je Special Attack prilično nizak (kao i kod većine Kamenih Pokémona) te, kao takav, ima potpuno suprotne statistike od Regicea. Poput ostala tri Regi-Pokémona, Regirock ima veoma nizak Speed status. Može naučiti razne moćne tehnike kroz iskustvo, poput Drevne moći (Ancientpower), Super moći (Superpower) i Eksplozije (Explosion). Igrači najčešće koriste Regirocka kao Tankera za fizičke napade (sa svojim nevjerojatnim Defense statusom, Regirock može izdržati popriličan broj napada Borbenih Pokémona, unatoč njihovoj učinkovitosti na Kamene Pokémone).
Regirock se pojavljuje u Pokémon Ranger igri kao jedan od tri Legendarna Pokémona koje igrač smije zadržati. Druga dva su Registeel i Regice. Može prouzročiti urušavanje špilje u kojoj se nalazi kako bi spriječio igrača da ga uhvati.

## U animiranoj seriji
Regirock se pojavio u osmom Pokémon filmu Pokémon: Lucario and the Mystery of Mew. Zajedno s Registeelom i Regiceom, čuvar je Stabla početka svijeta te napadne Asha i njegove prijatelje. Nakon što ustanove da nisu nikakva prijetnja, Regirock i njegovi drugovi ostave Asha i prijatelje na miru. U filmu, svo troje je pričalo, na čudan, robotski način, a tijekom pričanja, točke na mjestu njihova lica svijetlile bi i stvarale različite oznake.
Regirock je prvi od Regi-Pokémona koji se pojavio u animiranoj seriji. Pojavio se u epizodi "Battle Pyramid! VS Regirock!", kao partner Kralja Borbene piramide, Brandona (Battle Pyramid King Brandon).